# Treer József
Treer József (Pétervárad, 1889. november 4. – Szeged, 1978. március 21.) orvos, fül-orr-gégész, egyetemi tanár.

## Élete
Treer József (1860–1900) császári és királyi törzsorvos és Wosinszky Katalin (1862–1938) fiaként született. Testvérei Treer Ilona (1890–1970) tanítónő, Treer István (1892–1974) kórházigazgató főorvos és Treer Mór Ferenc (1896–1988) gépészmérnök. Nagybátyja Wosinsky Mór (1854–1907) római katolikus pap, régész, az MTA levelező tagja.
A Szekszárdi Állami Főgimnáziumban érettségizett (1908). A Kolozsvári Magyar Királyi Ferenc József Tudományegyetemen 1913. december 5-én avatták orvosdoktorrá. 1914 júniusában a király katonai főorvossá nevezte ki. Az első világháborúban harctéri szolgálatot teljesített. Az ellenséggel szemben tanúsított kitűnő és önfeláldozó szolgálata elismeréséül 1915-ben megkapta a Koronás Arany Érdemkeresztet. A következő évben Szalvátor főherceg a Vöröskereszt II. osztályú Díszjelvényét adományozta számára. 1917-ben az olasz fronton szolgált, amikor megkapta ezredorvosi kinevezését. 1918-ban az uralkodó a Ferenc József-rend lovagkeresztjével tüntette ki.
Leszerelése után a kolozsvári, illetve a szegedi Ferenc József Tudományegyetem Fül-orr-gégészeti Rendelőintézetének műtőnövendéke, 1922 és 1941 között intézetvezető klinikai orvosa, 1941 és 1945 között főorvosa volt. 1924 áprilisa és júniusa között Párizsban járt tanulmányúton. 1925-ben műtősebészi, 1927-ben fül-orr-gégész szakorvosi vizsgát tett. 1929-ben a fül-, orr- és gégegyógyászati diagnosztika című tárgykörből egyetemi magántanárrá habilitálták. 1938-ban jogosulttá vált az egyetemi nyilvános rendkívüli tanári cím használatára. 1938 júniusában egy évre a Magyar Fül-, Orr- és Gégeorvosok Egyesületének elnökévé választották. 1940 és 1945 között tagja volt az Országos Szakorvosképesítő Vizsgabizottságnak.
A második világháborút követően egyetemi állásából nyugdíjazták. Az igazolóbizottság megállapította, hogy németbarát magatartást tanúsított, sokat érintkezett a német konzullal, megszavazta az orvosi kamarai numerus nullust, s igazgatója volt a Szegedi Csónakázó Egyletnek, amely – a bizottság szerint – túlzott jobboldali intézkedéseket foganatosított.
1945 után saját fül-orr-gégeszanatóriumát vezette. 1951 és 1964 között Szegeden mint SZTK- és részben MÁV-szakorvos működött.  
Nyelőcsősebészettel, arcüreg- és állkapocssebészettel foglalkozott. Számos új eljárást vezetett be a nyelőcsőroncsolás gyógyítására, új diagnosztikai folyamatot dolgozott ki az arcüreg vizsgálatára. Több fül-orr-gégészeti speciális műszert szerkesztett. 33 közleménye jelent meg hazai és külföldi lapokban.
Halálát légzési és keringési elégtelenség okozta.
A Szegedi Belvárosi Temetőben nyugszik.

### Családja
Felesége Eszes Matild Anna (1895–1978) volt, Eszes Imre és Hady Anna lánya, akivel 1924. augusztus 2-án Kiskundorozsmán kötött házasságot. Leányuk Treer Hedvig.

## Művei
- A lúgmérgezések okozta bárzsingszűkületek kezelésének újabb elvei. (Rigler Gusztáv Emlékkönyv. Szeged, 1926)
- Módosított Salzer-kezelés. (Orvosi Hetilap, 1927, 3.)
- A tonsillaproblemáról és a légutakon áttörténő bakteriuminvasióról. (Orvosi Hetilap, 1927, 49.)
- A lúgmérgezettek mai utókezelése. (Budapesti Orvosi Újság, 1928, 3.)
- Új hypophysis-műtét. (Orvosi Hetilap, 1928, 20.)
- Új kettős kampó. (Orvosi Hetilap, 1928, 25.)
- Das Tonsillenproblem im Sinne einer lokalen, zentrifugallen Abwehrtheorie. (Wienerische Klinische Wochenschrift, 1930)
- A középfülgyulladás következményei és azok megszüntetése. (Orvosi Hetilap, 1931, 12.)
- Az arcüreg űrtartalma és kiürülése élettani és kórtani szempontokból. (Orvosi Hetilap, 1933, 5.)
- Összefüggés az orr kocsányos daganatai (polypus nasi) és a melléküregek túltengéses nyálkahártyagyulladása között. (Budapesti Orvosi Újság, 1933, 50.)
- A súlyos nyelőcsőroncsolások gyógyulása. Falta Lászlóval. (Orvosi Hetilap, 1934, 49.)
- Az összehasonlítás fontossága a fülészetben. Falta Lászlóval. (Budapesti Orvosi Újság, 1935, 20.)
- Hámosodási problémák a fülészetben. (Orvosi Hetilap, 1937)
- Fül-, orr és gégészeti irányelvek a gyermek- és iskoláskorban. (Iskola és Egészség, 1939)
- Új módszer az egyensúlyozó készülés ingerlésére. (Orvosi Hetilap, 1939)
- A nyelőcső heges szűkületei. Kóroktan, kórbonctan, kórleírás. (Magyar Fül-, Orr- és Gégeorvosok Egyesülete 9. Nagygyűlésének referátumai. Budapest, 1941).

## Díjai, elismerései
- Koronás Arany Érdemkereszt a Vitézségi Érem szalagján (1915)
- Vöröskereszt II. osztályú Díszjelvénye (1916)
- Ferenc József-rend lovagkeresztje a hadiékítménnyel és a kardokkal (1918)
- Vas Érdemkereszt a Vitézségi Érem szalagján (1919)[21]